# Megophrys cheni
Megophrys cheni es una especie de anfibio anuro de la familia Megophryidae.

## Distribución geográfica
Esta especie es endémica de la República Popular de China. Se encuentra en:
- la provincia de Hunan;
- la provincia de Jiangxi.[3]

## Descripción
Los 15 especímenes machos adultos observados en la descripción original miden de 26 a 29 mm de longitud estándar y las 3 especímenes hembras adultas observadas en la descripción original miden de 31 a 34 mm de longitud estándar.

## Etimología
Esta especie lleva el nombre en honor a Chun-quan Chen.

## Publicación original
- Wang, Zhao, Yang, Zhou, Chen & Liu, 2014: Morphology, molecular genetics, and bioacoustics support two new sympatric Xenophrys toads (Amphibia: Anura: Megophryidae) in Southeast China. PLoS One, vol. 9, n.º 4, p. 1–15[4]